# Andropogon liebmannii
Andropogon liebmannii är en gräsart som beskrevs av Eduard Hackel. Andropogon liebmannii ingår i släktet Andropogon och familjen gräs. Inga underarter finns listade i Catalogue of Life.